# 日之出水道機器
日之出水道機器（ひのですいどうきき）は、日本の企業である。水道、下水道、都市ガスなどのマンホール蓋等の鋳鉄製品の製造と開発を行っている。

## 事業所
- 東京本社（東京都港区赤坂）
- 栃木工場（栃木県大田原市）
- 埼玉工場（埼玉県比企郡川島町）
- 佐賀工場（佐賀県三養基郡みやき町）

## 沿革
- 1919年 : 合名会社日之出商会として福岡市で創業。自動錠付盗難防止鉄蓋を開発。
- 1949年 : 社名を日之出水道機器に改称。
- 1961年 : 日本で初めてダクタイル鋳鉄を鉄蓋に使用。
- 1967年 : 埼玉工場を開設。
- 1969年 : 鉄蓋のガタツキによる騒音を防止するため、蓋と受枠を勾配面で嵌合させる急勾配受構造を開発。
- 1976年 : 蓋表面にエポキシ樹脂を充填したカラー表示鉄蓋を製品化。
- 1980年 : カラー舗装にマッチする充填材が選べる鉄蓋を開発。
- 1986年 : 栃木工場を開設。
- 1997年 : ブリヂストンの技術協力を得て、二輪車が雨の日でも滑りにくいAnti-Slipping Designを開発。
- 2008年 : 災害、緊急時に必要な情報を確認できるICタグを装備したバルブボックスカバーを開発。

## 不祥事

### 独占禁止法違反被疑事件
2005年12月、公正取引委員会は日之出水道機器を独占禁止法違反の疑いがあるとして立ち入り検査を行った。他の下水道用鉄蓋製造販売業者が日之出水道機器から知的財産の実施許諾を得て地方公共団体向け下水道用鉄蓋を製造販売する際に、販売数量の制限、販売先の制限、販売価格の制限等の行為を行うことにより、他の下水道用鉄蓋製造販売業者の事業活動を排除し、又は支配するなどによって、下水道用鉄蓋の取引分野における競争を実質的に制限するなどの行為を行っていた疑い。
しかし2006年12月、これらの疑いを裏付ける事実を認定するに至らなかったことから審査を終了することとした。